# To the Edge of the Earth
To the Edge of the Earth es un EP exclusivo de Wal-Mart por Thirty Seconds to Mars, publicado en 2008, que incluye un combo de CD/DVD hecha con material amigable para el medio ambiente.

## Lista de canciones

### CD
1. A Beautiful Lie - 4:05
2. A Beautiful Lie (Single Shot Version) - 4:06
3. A Beautiful Lie (Versión Acústica En vivo) - 3:40

### DVD
1. A Beautiful Lie (Versión Extendida) - 7:59
2. A Beautiful Lie (Short Edit) - 4:46

## Vídeo musical
Según EMI Japan, el video de "A Beautiful Lie" se rodaría entre Alaska y el Polo Norte. Jared Leto trasladó el vídeo a Groenlandia y la banda ha empezado a disparar desde el 29 de agosto de 2007. Jared ha dicho que el vídeo será ambientalmente seguro y por cada descarga del video, una donación se destinará a una organización de caridad del medio ambiente. Jared Leto ha dicho en una entrevista por teléfono con 99X en Atlanta que el video será como un cortometraje y un documental.